# Mentiras piadosas (película de 2009)
Mentiras piadosas es un largometraje coproducido entre Argentina y España, con guion y dirección de Diego Sabanés, que fue estrenado en Buenos Aires el 20 de agosto de 2009 y en Madrid el 23 de abril de 2010. Versión libre del cuento La salud de los enfermos de Julio Cortázar, perteneciente a su libro Todos los fuegos el fuego.  

## Sinopsis
La historia gira en torno a una familia argentina de fines de los años '50 y se desarrolla íntegramente en la casa de la misma. Cuando el hijo menor viaja a París buscando desarrollar su carrera como músico, desaparece sin dar noticias, lo que agrava el débil estado de salud de la madre. Sus hermanos, en complicidad con los tíos, comienzan a enviar cartas falsas y regalos de París, inventando una gira por Europa y otros motivos para postergar el regreso, mientras intentan averiguar qué es lo que realmente ocurrió con él. Esta ficción compartida crece involucrando a otros personajes, principalmente a la novia del ausente, que es utilizada por la madre para hacerlo volver, convenciéndola de preparar la boda. Las complicaciones se ramifican mientras la ficción creada y la realidad de los personajes se confunden.

## Elenco
1. Marilú Marini (la Madre).
2. Walter Quiroz (Pablo, el hijo ausente).
3. Claudio Tolcachir (Jorge, el hermano).
4. Paula Ransenberg (Nora, la hermana).
5. Verónica Pelaccini (Patricia, la novia).
6. Claudia Cantero (La Tía Celia).
7. Hugo Álvarez (El Tío Ernesto).
8. Víctor Laplace (el Padre).
9. Rubén Szuchmacher (el Contador).
10. Lydia Lamaison (La Abuela).
11. Mónica Lairana (la Criada).
12. Angel Coria (el Frutero).

## Equipo Técnico
1. Guion y Dirección: Diego Sabanés.
2. Dirección de Fotografía y Cámara: Julián Elizalde.
3. Dirección de Arte: Juan Mario Roust
4. Vestuario: Marta Albertinazzi.
5. Edición: Alberto Ponce.
6. Sonido: Guido Berenblum.
7. Música: Rudy Gnutti.
8. Productores: Benjamín Ávila, Maximiliano Dubois y Diego Sabanés
9. Compañías Productoras: Habitación 1520 Producciones, San Luis Cine, Diego Sabanés (por Argentina) y Joseba Castaños Izquierdo, Ancora Música (por España).

## Festivales
La película fue invitada a los festivales de: San Luis y Mar del Plata (Argentina), Huelva y Tarrasa (España), La Habana (Cuba), Latin Beat (Estados Unidos), Pisek (República Checa), Titanic (Hungría), Bombai (India) y Río de Janeiro (Brasil), entre otros.

## Apoyos Institucionales
El proyecto fue avalado por el fondo Hubert Bals (festival de Róterdam), el Talent Campus (Festival de Berlín) y la Casa de América (España). Participó de los mercados de coproducción de Mannheim-Heidelberg (Alemania), Foro Iberoamericano de Huelva (España) y AL Invest (Argentina).

## Premios
En Argentina la película recibió una nominación al premio Clarín (ópera prima), tres a los premios Sur (ópera prima, guion adaptado y maquillaje) y cinco a los premios Cóndor de Plata (ópera prima, actriz protagónica Marilú Marini, guion adaptado, montaje y vestuario).
En España Marilú Marini recibió el premio al mejor perfil interpretativo, otorgado por el festival Chimenea de Villaverde, por su trabajo en la película.
En Brasil la película recibió una Mención Especial del Jurado en el Festival Cinesul por "su excelencia en la escenificación y su capacidad de diálogo con la tradición narrativa latinoamericana".

## Observaciones
Si bien el argumento parte de "La Salud de los Enfermos", pueden reconocerse en la película algunas referencias a otros cuentos de Julio Cortázar, tales como "Casa Tomada" (de "Bestiario"), "Cartas de Mamá" (de "Las Armas Secretas") y "Tía en dificultades" (de "Historias de Cronopios y de Famas"). Asimismo Sabanés juega con algunos elementos habituales en la obra de Cortázar, como la presencia de lo inquietante conviviendo con lo cotidiano, la transferencia de identidades (en este caso entre los dos hermanos varones), el pasado como presencia recurrente en el presente, las confabulaciones familiares, etc. La película transita varios tonos dramáticos, desde un comienzo cercano al costumbrismo hacia un final oscuro, en un arco donde destacan ciertas escenas de humor negro.
La película se rodó en cinco locaciones, entre las ciudades de Buenos Aires y San Luis (Argentina), con actores y equipo técnico de ambas provincias.
Uno de los atractivos del film es su elenco, conformado por actores de campos tan disímiles como el teatro clásico (Lydia Lamaison), la experimentación del Instituto Di Tella en los años `60s (Marilú Marini), el teatro independiente de los años 1990 (Claudio Tolcachir) o la escena alternativa más reciente (Claudia Cantero). En ese sentido, la película funciona como una reunión de estilos actorales en un país con fuerte tradición teatral.

## Otras versiones del cuento
- Había sido llevado a la televisión por Alejandro Doria en 1996 con la actuación de China Zorrilla, Jorge Marrale, Nelly Prono, Mónica Villa y Nancy Dupláa.

- La película franco-belga Depuis qu'Otar est parti de Julie Bertucelli del año 2003 tiene un argumento semejante, y en menor medida la alemana Good Bye, Lenin! Aunque ninguna de ellas alega vínculo alguno con la obra de Cortázar.